# ティナ・チャールズ (バスケットボール)
ティナ・チャールズ（Tina Alexandria Charles、1988年12月5日 - ）は、アメリカ合衆国の女子プロバスケットボール選手である。ポジションはセンター。

## 来歴
U18アメリカ代表として2006年アメリカ選手権金メダルを獲得。
コネチカット大学在学中、2009年夏季ユニバーシアードで金メダル獲得。
2010年のWNBAドラフト全体1位でコネティカット・サンに指名される。2010年には新人王、2012年はMVPをそれぞれ受賞。
2014年、ニューヨーク・リバティに移籍。
アメリカ代表として2010年と2014年世界選手権、ロンドンオリンピックでいずれも金メダル獲得。

## 経歴

### 大学
- 2006-2010 : コネチカット大学

### WNBA
- 2010–2013 : コネティカット・サン
- 2014– : ニューヨーク・リバティ

### 国外クラブ
- 2011–2012 : ガラタサライ・メディカルパーク
- 2012–2014 : Wisła Can-Pack Kraków
- 2014– : フェネルバフチェ・イスタンブール